# Estrada Real do Comércio
A Estrada Real do Comércio é uma antiga estrada construída no século XIX e tombada pelo Instituto do Patrimônio Histórico e Artístico Nacional (IPHAN), cujos resquícios ainda podem ser vistos nos municípios de Nova Iguaçu e Miguel Pereira, no estado brasileiro do Rio de Janeiro.

## Origem
A Real Junta de Comércio, Agricultura, Fábrica e Navegação do Estado do Brasil e Domínios Ultramarinos, daí o nome Comércio, sugeriu em 1811 a abertura de um caminho através de uma região de mata virgem para melhorar o trajeto das tropas de mulas entre o porto do Rio de Janeiro e as Minas Gerais e Goiás. Assim foi aberta a "Estrada do Comércio" que saía da vila de Nossa Senhora da Piedade do Iguaçu (hoje em Nova Iguaçu), cortava a atual Reserva Biológica Federal do Tinguá subindo as serras, passava pelo arraiais da Estiva (hoje município de Miguel Pereira, Arcádia e Vera Cruz e chegava no porto de Ubá (atual Andrade Pinto, distrito de Vassouras), nas margens do rio Paraíba do Sul.

## Trajeto
O trajeto original, que ficou pronto em 1822, começava na vila de Nossa Senhora da Piedade do Iguaçu, subia a serra do Tinguá, e chegava até o porto de Ubá, atual distrito de Andrade Pinto, em Vassouras, nas margens do rio Paraíba do Sul, de onde podia seguir-se para Minas Gerais e Goiás. Em Piedade do Iguaçu, a estrada permitia a conexão com diversos portos no rio Iguaçu de onde as embarcações chegavam no porto do Rio de Janeiro. Outra opção, era seguir-se por estradas que passavam pela freguesia de Nossa Senhora da Apresentação do Irajá e Inhaúma até chegar na cidade do Rio de Janeiro.

## Relevância
A abertura da Estrada do Comércio influenciou o crescimento econômico da Baixada Fluminense e a criação da vila de Nossa Senhora da Piedade do Iguaçu, que depois mudou de lugar e nome para o atual município de Nova Iguaçu.
Com a expansão das lavouras de café no vale do rio Paraíba do Sul, a Estrada do Comércio tornou a principal via de escoamento desta região para o porto do Rio de Janeiro. A produção cafeeira expandiu-se também na serra do Tinguá e vale do rio Santana, utilizando a mesma rota de escoamento.

## Reconstrução
A primeira seção da Estrada do Comércio foi praticamente reconstruída em 1842 pelo coronel do Imperial Corpo de Engenheiros Conrado Jacob de Niemeyer com a colocação de calçamento de pedras, retificação de trechos, construção de pontilhões e extensos muros de arrimo para contenção de encostas. O coronel engenheiro Niemeyer mudou-se com a família para a serra do Tinguá, onde hoje está o distrito de Conrado, em Miguel Pereira.

## Declínio
A decadência da Estrada do Comércio começou quando se inaugurou a Estrada de Ferro Dom Pedro II (atual Estrada de Ferro Central do Brasil), em 29 de março de 1858, ligando a Corte do Rio de Janeiro com Queimados e, anos depois, com Minas Gerais. Depois houve a abertura da Estrada de Rodeio (atual Engenheiro Paulo de Frontin) a Paty do Alferes que proporcionou um caminho alternativo até a região cafeeira do vale do rio Paraíba do Sul.
A Estrada do Comércio poderia ter continuado em uso com o tráfego local, mas problemas ecológicos causaram uma rápida decadência econômica da região. A má exploração agrícola causou a degradação dos solos, o assoreamento dos rios e o surgimento de zonas pantanosas infestadas de mosquitos. Surgiram várias endemias que causaram o despovoamento de parte da Baixada Fluminense e uma profunda decadência econõmia. No vale do rio Paraíba do Sul, a má exploração agrícola também esgotou rapidamente os solos de modo que a produção de café caiu rapidamente no final do século XIX. Com isto, a Estrada do Comércio ficou praticamente abandonada.